# Solenopsis duboscqui
Solenopsis duboscqui är en myrart som beskrevs av Bernard 1950. Solenopsis duboscqui ingår i släktet eldmyror, och familjen myror. Inga underarter finns listade i Catalogue of Life.